# Pętla Toruńska

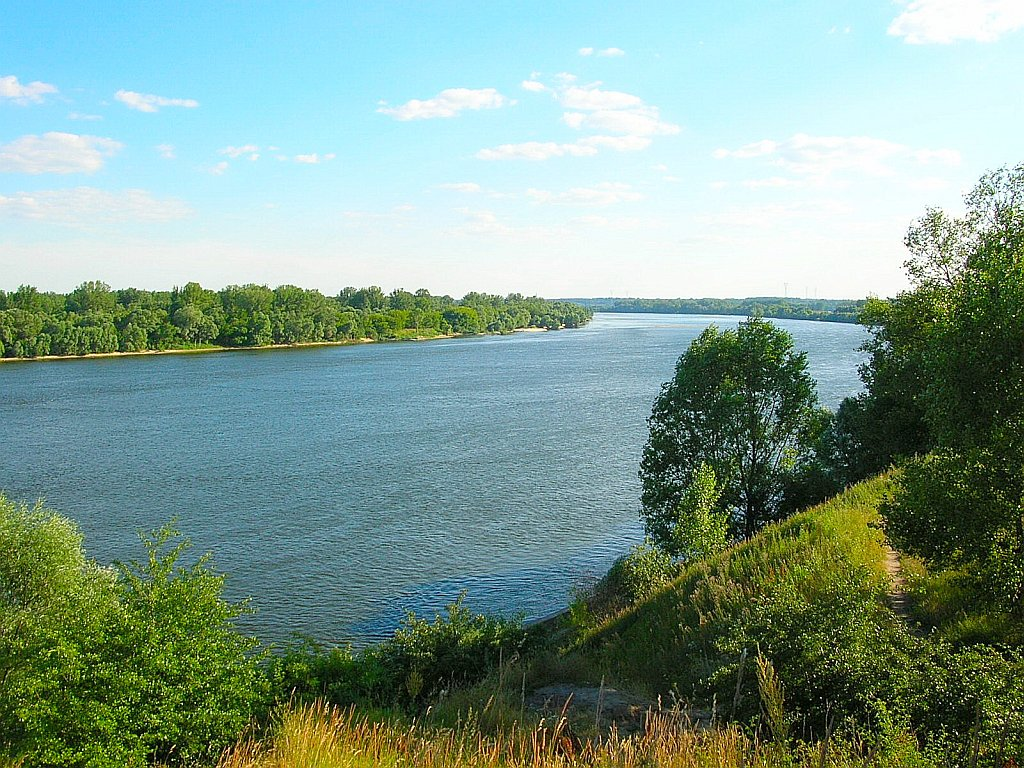
Wisła w Brdyujściu pod Bydgoszczą

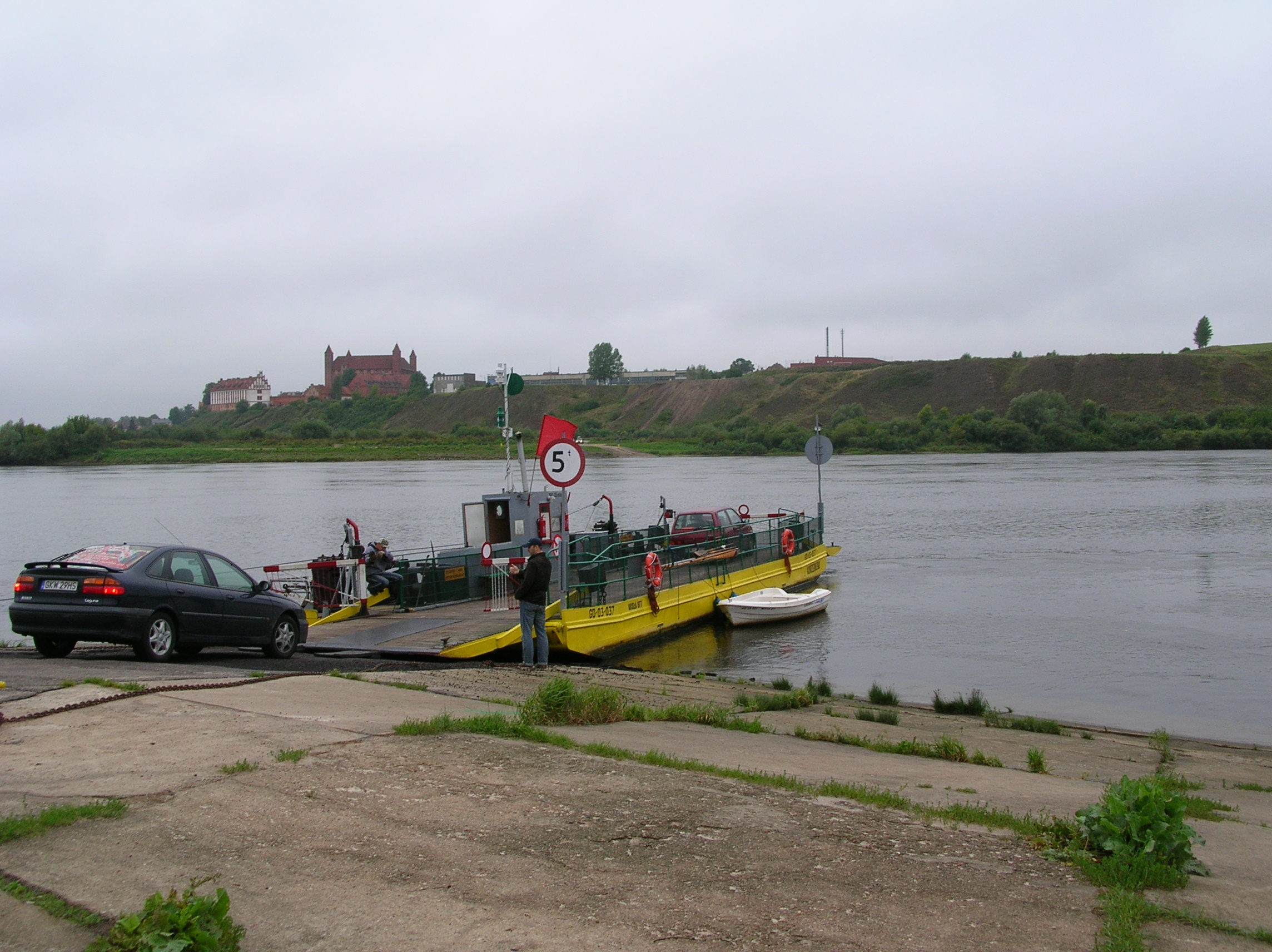
Wisła koło Gniewu

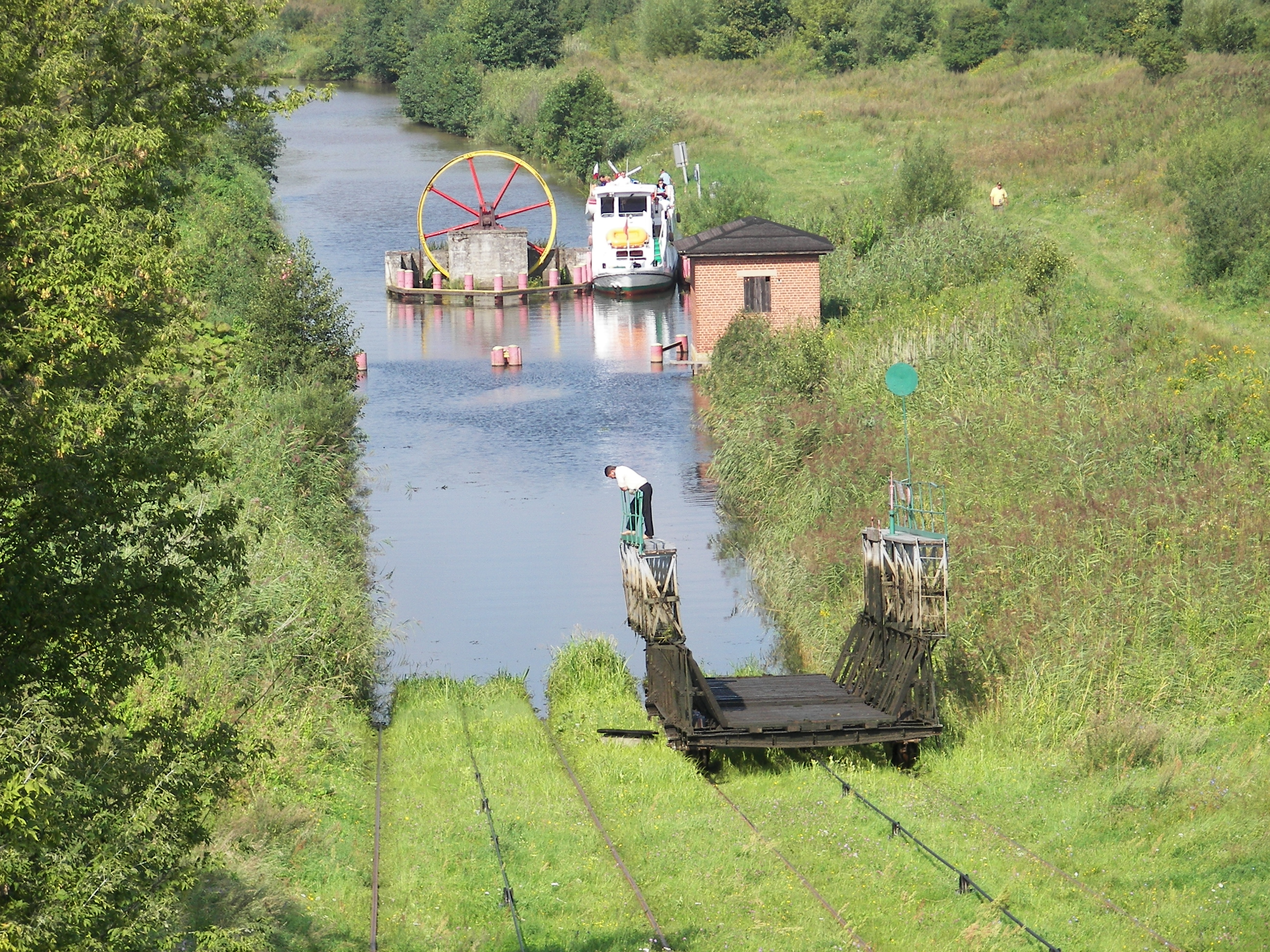
Kanał Elbląski

Pętla Toruńska – szlak kajakowy o długości 487 km, prowadzący z Torunia Wisłą do Bydgoszczy, następnie Doliną Dolnej Wisły, Nogatem, Kanałem Jagiellońskim, rzeką Elbląg do Elbląga, następnie Kanałem Elbląskim do Ostródy i dalej Drwęcą z powrotem do Torunia).
Szlak jest niedostępny dla jachtów od jazu w Samborowie. Jego atrakcyjność zwiększa szereg miejscowości o wyjątkowych walorach krajoznawczych i historycznych, m.in. związanych z historią Zakonu Krzyżackiego. Szlak prowadzi przez Kanał Elbląski z pochylniami, Park Krajobrazowy Doliny Dolnej Wisły oraz Pojezierze Brodnickie.
Przebycie całego szlaku, szczególnie z odgałęzieniem na Pojezierze Brodnickie (dodatkowo ok. 50 km) wymaga 3-4 tygodni.

## Przystanie
Najważniejsze przystanie:
- Toruń,
- Solec Kujawski,
- Bydgoszcz,
- Chełmno,
- Świecie,
- Grudziądz,
- Nowe,
- Gniew,
- Malbork,
- Elbląg,
- Ostróda,
- Nowe Miasto Lubawskie,
- Kurzętnik,
- Brodnica,
- Golub-Dobrzyń.